# Wolf Creek 2
Wolf Creek 2 (bra: Wolf Creek 2) é um filme australiano de 2013, do gênero terror, dirigido por Greg McLean, que escreveu o roteiro com Aaron Sterns.